# Симон, Рене (актёр)
Рене Симон (фр. René Simon; 18 мая 1898, Сент-Савин — 17 февраля 1971, VII округ Парижа) — французский актёр, театральный педагог, профессор Национальной консерватории драматического искусства Франции, основатель курсов своего имени в Париже.

## Биография
Родился 18 мая 1898 года в Сент-Савине. Был участником Первой мировой войны, ранен. Удостоен ордена Почётного легиона (офицер).
Обучался в Национальной консерватории у Жюля Трюфье. Некоторое время работал в театре Комеди Франсэз, дебютировав в пьесе Мольера «Скупой»; но через два года работы в театре оставил его, чтобы заняться тем, что его привлекало больше всего — педагогической деятельности. В 1937 году по приглашению Луи Жуве стал профессором в Консерватории, где преподавал до выхода на пенсию в 1968 году.
В 1925 году основал частную школу «Курсы драматического искусства Рене Симона» (фр. Cours d’art dramatique René-Simon), существующую поныне. Среди его учеников — Жан-Лоран Коше, Жаклин Майан, Пьер Монди, Мишель Морган, Франсуа Перье, Мишлин Прель, Франсуа Шометт. Среди слушателей и выпускников «Курсов Симона» разных лет: Натали Бай, Жан-Пьер Бакри, Клод Брассёр, Дани Бун, Жюльен Гиомар, Даниэль Делорм, Ариэль Домбаль, Анни Дюпре, Мария Казарес, Жан-Пьер Кассель, Франсуа Клюзе, Мари Лафоре, Жан Лефевр, Стефан Одран, Робер Оссейн, Мишель Пикколи, Доминик Пинон, Серж Реджани, Клод Риш, Сами Фрей, Луи де Фюнес.
Умер 17 февраля 1971 года в Париже, похоронен на кладбище города Юзес. Отец французского радио- и телеведущего — Фабриса Симона-Бесси.